# جزوآلدو بوفالینو
جزوآلدو بوفالینو (ایتالیایی: Gesualdo Bufalino؛ ۱۵ نوامبر ۱۹۲۰ – ۱۴ ژوئن ۱۹۹۶) نویسنده اهل ایتالیا بود.
از فیلم‌ها یا مجموعه‌های تلویزیونی که وی در آن‌ها نقش داشته‌است می‌توان به مشت، دلار و اسفناج اشاره نمود.
وی همچنین برندهٔ جوایزی همچون جایزه استرگا شده‌است.